# ADO Den Haag in het seizoen 2014/15 (vrouwen)
Het seizoen 2014/2015 is het 8e jaar in het bestaan van de Haagse vrouwenvoetbalclub ADO Den Haag. De club kwam uit in de Women's BeNe League en heeft deelgenomen aan het toernooi om de KNVB beker.

## Wedstrijdstatistieken

### Women's BeNe League
|       | AFC Ajax | RSC Anderlecht | Club Brugge | AA Gent | sc Heerenveen | Lierse SK | OH Leuven | PEC Zwolle | PSV/FC Eindhoven | Standard Luik | Telstar | FC Twente |
| ----- | -------- | -------------- | ----------- | ------- | ------------- | --------- | --------- | ---------- | ---------------- | ------------- | ------- | --------- |
| Thuis | 1 – 6    | 3 – 1          | 2 – 0       | 3 – 0   | 4 – 1         | 1 – 0     | 4 – 0     | 1 – 1      | 2 – 2            | 0 – 1         | 4 – 1   | 1 – 2     |
| Uit   | 3 – 1    | 4 – 1          | 2 – 1       | 1 – 0   | 0 – 3         | 1 – 2     | 2 – 5     | 1 – 9      | 2 – 0            | 2 – 1         | 1 – 1   | 1 – 2     |

### KNVB beker
| Achtste finale                             | ASV Wartburgia                                                                                        | 0 – 4 (0 – 1)                   | ADO Den Haag                                                                        |  |
| Plaats: Amsterdam Sportpark Drieburg       | |                                 | 37' Michelle Vrieling 55' Tessa Oudejans 68' Renate Jansen 70' Franca van de Kuilen |  |
| Kwartfinale                                | ADO Den Haag                                                                                          | 5 – 1 (2 – 1)                   | PEC Zwolle                                                                          |  |
| Plaats: Den Haag Kyocera Stadion           | 39' Renate Jansen 41' Franca van de Kuilen 53' Lineth Beerensteyn 75' Renate Jansen 84' Vesna Veltrop |                                 | 32' Sharon Bruinenberg                                                              |  |
| Halve finale                               | FC Twente                                                                                             | 2 – 2 (1 – 0, 2 – 2) 4 – 3 n.s. | ADO Den Haag                                                                        |  |
| Plaats: Hengelo FC Twente-trainingscentrum | 25' Maayke Heuver 69' Anouk Dekker                                                                    |                                 | 55' Lineth Beerensteyn 57' Lineth Beerensteyn                                       |  |

## Statistieken ADO Den Haag 2014/2015

### Eindstand ADO Den Haag Vrouwen in de Women's BeNe League 2014 / 2015
| Stand | Gespeeld | Gewonnen | Gelijk | Verloren | Punten | Doelpunten voor | Doelpunten tegen | Gele kaarten | Rode kaarten |
| ----- | -------- | -------- | ------ | -------- | ------ | --------------- | ---------------- | ------------ | ------------ |
| 4e    | 24       | 12       | 3      | 9        | 39     | 52              | 35               | 17           | 1            |

### Topscorers
| #                    | Naam                  | Goal |
| -------------------- | --------------------- | ---- |
| 1.                   | Lineth Beerensteyn    | 17   |
| 2.                   | Renate Jansen         | 16   |
| 3.                   | Tessa Oudejans        | 7    |
| 4.                   | Kitty Susan           | 3    |
| 5.                   | Franca van de Kuilen  | 2    |
| 5.                   | Michelle Vrieling     | 2    |
| 6.                   | Nadia van Beerschoten | 1    |
| 6.                   | Paola van der Veen    | 1    |
| 6.                   | Vesna Veltrop         | 1    |
| Onbekende doelpunten |                       |      |
| –                    | Onbekend              | 2    |
| Totaal               | Totaal                | 52   |

| #      | Naam                 | Goal |
| ------ | -------------------- | ---- |
| 1.     | Lineth Beerensteyn   | 3    |
| 1.     | Renate Jansen        | 3    |
| 2.     | Franca van de Kuilen | 2    |
| 3.     | Vesna Veltrop        | 1    |
| 3.     | Michelle Vrieling    | 1    |
| Totaal | Totaal               | 10   |

### Kaarten
| #      | Naam                |   |
| ------ | ------------------- | - |
| 1.     | Yvette van der Veen | 1 |
| 2.     | Renate Jansen       | 2 |
| 2.     | Kitty Susan         | 2 |
| 2.     | Daphne in 't Veld   | 2 |
| 1.     | Lineth Beerensteyn  | 1 |
| 1.     | Sylvia Nooij        | 1 |
| 1.     | Tessa Oudejans      | 1 |
| 1.     | Sharona Tieleman    | 1 |
| 1.     | Paola van der Veen  | 1 |
| 1.     | Jennifer Vreugenhil | 1 |
| 1.     | Marelle Worm        | 1 |
| Totaal | Totaal              | 7 |

| #      | Naam        |   |
| ------ | ----------- | - |
| –      | Geen speler | 0 |
| Totaal | Totaal      | 0 |

| #      | Naam             |   |
| ------ | ---------------- | - |
| 1.     | Denise Koorevaar | 1 |
| Totaal | Totaal           | 1 |